# Dick Armey

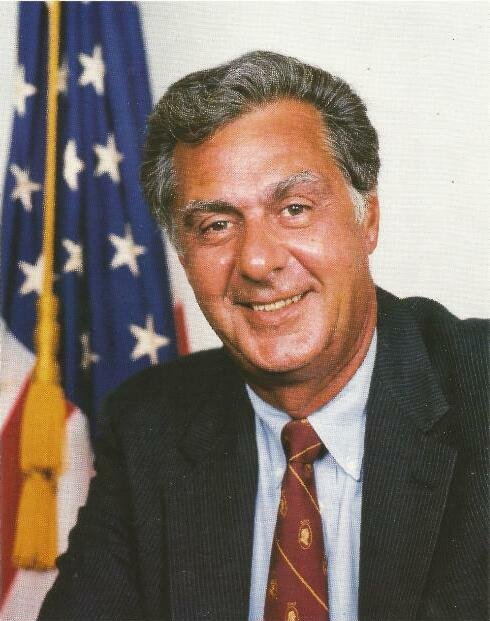
Dick Armey.

Richard Keith "Dick" Armey Phd (nacido el 7 de julio de 1940 en Dakota del Norte) es un exrepresentante en el congreso distrital de Texas (1985-2003) y líder de la mayoría de la cámara (1995-2003). Fue uno de los arquitectos de la "Revolución Republicana" de la década de 1990, en la que republicanos fueron elegidos para las mayorías de ambas cámaras del congreso por primera vez en cuatro décadas, y el principal autor del republicano Contrato con América.